# Comitato Olimpico Sloveno
Il Comitato Olimpico Sloveno (noto anche come Olimpijski komite Slovenije in sloveno) è un'organizzazione sportiva slovena, nata il 15 ottobre 1991 a Lubiana, Slovenia.
Rappresenta questa nazione presso il Comitato Olimpico Internazionale (CIO) dal 1911 ed ha lo scopo di curare l'organizzazione ed il potenziamento dello sport in Slovenia e, in particolare, la preparazione degli atleti sloveni, per consentire loro la partecipazione ai Giochi olimpici. Il comitato, inoltre, fa parte dei Comitati Olimpici Europei.
L'attuale presidente dell'organizzazione è Janez Kocijančič, mentre la carica di segretario generale è occupata da Tone Jagodic.